# Micragone cana
Micragone cana är en fjärilsart som beskrevs av Aurivillius 1893. Micragone cana ingår i släktet Micragone och familjen påfågelsspinnare. Inga underarter finns listade i Catalogue of Life.